# Chiquillane
Chiquillane, indijanski narod nekad naseljen u središnjem dijelu današnjeg Čilea na istočnim obroncima Anda između Santiaga i Chillána. 
Bili su nomadski lovci i sakupljači organizirani po malenim zajednicama (bandama), s ne više od 100 pojedinaca. Lovom na gvanake, nandue i pume dolazili su do mesa i krzna.
Svoje mrtve pokapali su u pećinama ili ispod hrpa kamenja zajedno s osobnim stvarima pokojnog. Prakticirali su i ubijanje djevojčica